# 석적도서관
석적도서관은 경상북도 칠곡군 석적읍 소재의 군립 도서관이다.

## 연혁
- 2012년 9월 5일 개관.

## 시설현황
- 2층: 종합자료실, 열람실, 휴게실
- 1층: 멀티미디어실, 어린이자료실, 사무실
- 지하1층: 서고, 창고, 기계실

## 이용 안내
이용 시간
- 일반열람실: 매일 09:00 ~ 22:00
- 종합자료실: 매일 09:00 ~ 18:00

휴관일
- 매주 월요일
- 법정 공휴일: 일요일을 제외한 법정 공휴일(단, 일요일이 법정 공휴일과 겹칠 때는 휴관)
- 임시 휴관일: 기타 도서관 사정으로 인하여 군수가 지정한 날